# Антонія Брентано
Антонія (Тоні) Брентано (нім. Antonie Brentano; уродж. Йоганна Антонія Йозефа фон Біркеншток (нім. Johanna Antonie Josefa von Birkenstock; 1780—1869) — австрійська колекціонерка мистецтва, меценатка і близька товаришка Людвіга ван Бетховена.

## Походження та навчання

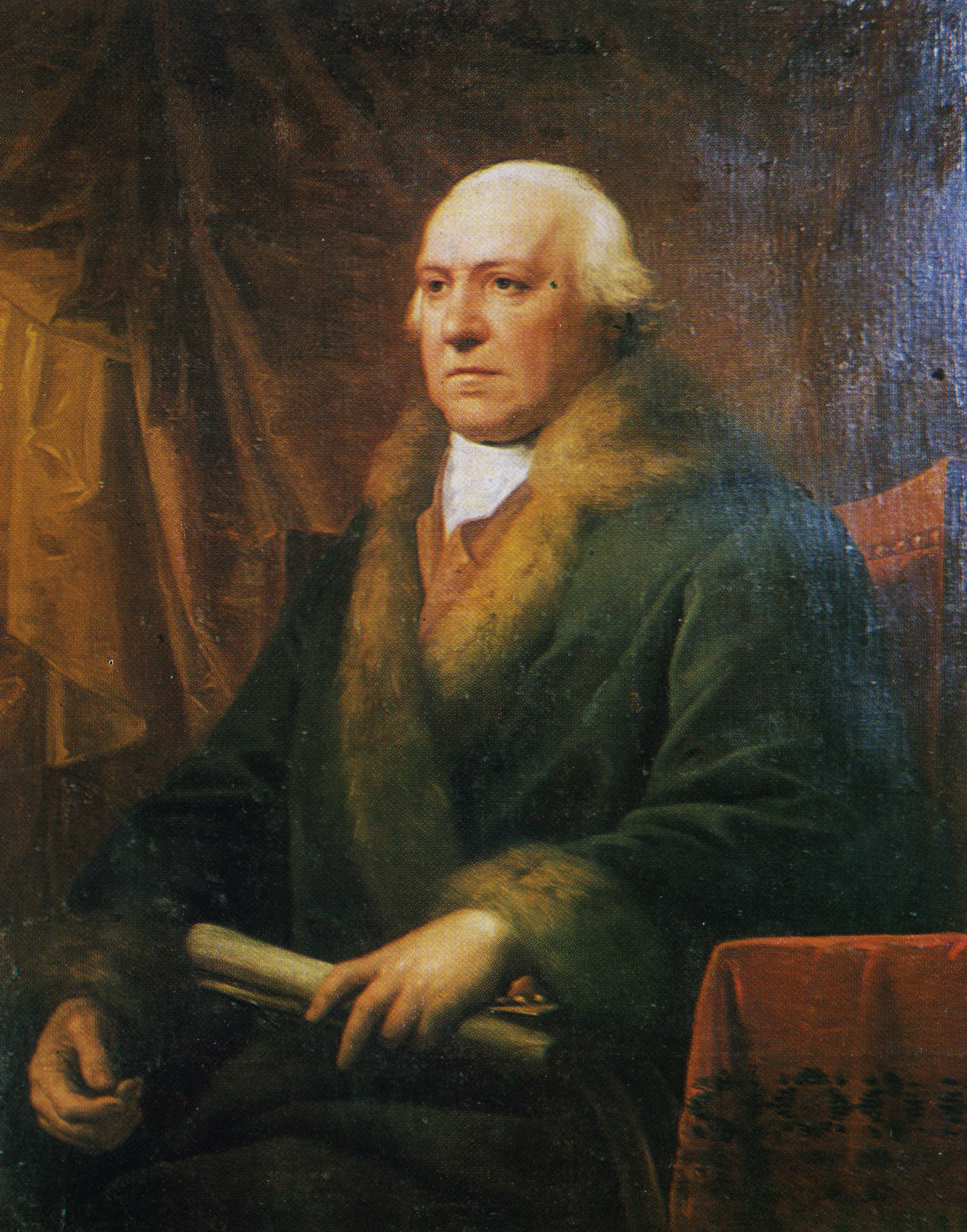
Батько Антонії

Народилася Антонія Брентано 28 травня 1780 року у Відні у родині австрійського дипломата і колекціонера творів мистецтва Йоганна Мельгіора фон Біркенштока та його дружини Кароліни Йозефи фон Гай (Carolina Josefa von Hay, 1755—1788). Крім Антонії в сім'ї було ще три сини́: Гуго Конрад Готфрід (1778—1825), Костянтин Віктор (народився і помер у 1782 році) та Едуард Йоганн Валентин (народився і помер у 1784 році). У Відні родина проживала у великій палацовій віллі на Ердберггассе, 98' (в даний час Ердберггассе 19') у центральному районі Ландштрасе, де розміщувалася велика бібліотека і значна колекція творів мистецтва Біркенштока. За десять днів до восьмого дня народження Антонії померла її мати, і дівчинку віддали до школи при монастирі урсулинок у Пресбурзі (нині Братислава).

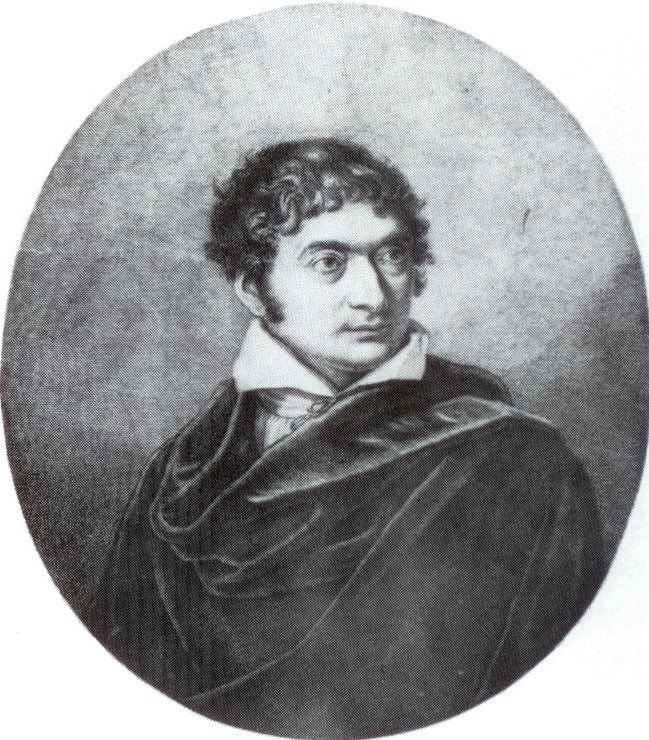
Чоловік Антонії

## Одруження та родина
Батько підшукував для Антонії гідного чоловіка, і ним став купець Франц Брентано — зведений брат Клеменса Брентано і Беттіни фон Арнім. Вони познайомилися наприкінці 1796 або на початку 1797 року. Після довгих переговорів з батьком Антонії вони одружилися 23 липня 1798 року в соборі Святого Стефана у Відні. Через тиждень вони переїхали до міста Франкфурт-на-Майні.
У родині Антонії та Франца Брентано народилося шестеро дітей: Матильда (03.07.1799 — 05.04.1800); Георг Франц Мельхіор (13.01.1801 — 01.03.1853); Максиміліана Єфросина Кунігунда (08.11.1802 — 01.09.1861); Йозефа Людовіка (29.06.1804 — 02.02.1875); Франциска Елізабета (26.06.1806 — 16.10.1837); Карл Йозеф (08.03.1813 — 18.05.1850).
У серпні 1809 року Антонія повернулася до Відня, щоб піклуватися про свого хворого батька, який помер 30 жовтня 1809 року. Після його смерті вона протягом трьох років залишалася у Відні, щоб розібратися з бібліотечним фондом і колекцією творів мистецтва батька, а також контролювати продаж частини цінностей. Тільки в 1832 році Антонія продала віллу, а найціннішу з картин батька «Оплакування Христа» роботи Ван Дейка вона заповіла Франкфуртському соборові.

## Товаришування з відомими людьми
Сім'я Брентано познайомилася з Бетховеном і Гете, відповідно, у 1810 і 1812 роках. Бетховен згодом став близьким товаришем родини та сталим гостем у будинку Брентано, поки вони перебували у Відні. Пізніше він присвятив Антонії одну зі своїх найдосконаліших робіт — «Варіації на тему Діабеллі».

## Безсмертна кохана
Людвіг ван Бетховен познайомився з Антонією Брентано наприкінці травня 1810 року через зовицю Беттіну фон Арнім, і між ними склалася глибока дружба. Після смерті Бетховена у потаємному відділенні його столу було знайдено «Лист безсмертній коханій», який ніколи і нікому не надсилався. Згодом, у результаті більш ніж столітньої наукової полеміки, кандидатками на Безсмертну кохану були названі наступні жінки: Джульєтта Гвіччарді, Тереза Брунсвік, Жозефіна Брунсвік, Доротея фон Ертман, Амалія Себальд, Беттіна фон Арнім та Антонія Брентано. За версією американського музичного продюсера Соломона Мейнарда, відомого своїми біографічними дослідженнями класичних віденських композиторів, цією «Безсмертною коханою» була саме Антонія Брентано.
У 2018 році була виявлена раніше невідома копія першої партитури Симфонії № 7 Бетховена, яку композитор закінчив 13 травня 1812 року. На титульному аркуші написана рукописна посвята: «Meiner hochverehrten Freundin Antonie Brentano von Beethoven» («Моїй вельмишановній подрузі Антонії Брентано від Бетховена»). Документ придбаний Центром Бетховена Університетом штату Каліфорнія в Сан-Хосе (США).

## Благодійна діяльність
Антонія була відома як «мати бідних» за свою діяльність зі збору коштів для бідних та безправних громадян Франкфурта. Вона заснувала та керувала кількома благодійними організаціями.
Померла Антонія Брентано 12 травня 1869 року у Франкфурті-на-Майні і була похована на міському Головному кладовищі. За майже дев'яносто років життя Антонія Брентано пережила багато своїх друзів і родичів, включаючи чоловіка і п'ятьох з шести дітей.